# Mezőzombor
Mezőzombor är en ort i Ungern.   Den ligger i provinsen Borsod-Abaúj-Zemplén, i den nordöstra delen av landet, 180 km öster om huvudstaden Budapest. Mezőzombor ligger 94 meter över havet och antalet invånare är 2 549.
Terrängen runt Mezőzombor är platt åt sydväst, men åt nordost är den kuperad. Runt Mezőzombor är det ganska tätbefolkat, med 52 invånare per kvadratkilometer. Närmaste större samhälle är Szerencs, 4,4 km väster om Mezőzombor. Trakten runt Mezőzombor består till största delen av jordbruksmark.